# Suzanne Simard
Suzanne Simard   (1960) és un científica canadenca que és professora al Departament de Ciències Forestals i de la Conservació de la Universitat de la Colúmbia Britànica.
Després de créixer a les muntanyes Monashee (Colúmbia Britànica), es va doctorar en Ciències Forestals a la Universitat Estatal d'Oregon. Abans d'ensenyar a la Universitat de la Colúmbia Britànica, Simard va treballar com a investigadora científica al Ministeri de Boscos de la Colúmbia Britànica.
Simard és més coneguda per la investigació que va dur a terme sobre les xarxes subterrànies de boscos caracteritzats per fongs i arrels. Ella estudia com aquests fongs i arrels faciliten la comunicació i la interacció entre els arbres i les plantes d'un ecosistema. Dins de la comunicació entre arbres i plantes hi ha l'intercanvi de carboni, aigua, nutrients i senyals de defensa entre arbres. Simard també és líder de TerreWEB, una iniciativa creada per formar estudiants de postgrau i becaris postdoctorals en ciències del canvi global i la seva comunicació.
Va utilitzar isòtops de carboni rars com a traçadors tant en experiments de camp com d'hivernacle per mesurar el flux i l'intercanvi de carboni entre arbres i espècies individuals, i va descobrir, per exemple, que el bedoll i l'avet de Douglas (Pseudotsuga menziesii) comparteixen carboni. Els bedolls reben carboni addicional dels avets de Douglas quan els bedolls perden les fulles, i els bedolls subministren carboni als avets de Douglas que es troben a l'ombra.

## Arbres mares
Simard va identificar una cosa que anomena «arbre central» o «arbre mare». Els arbres mare són els arbres més grans dels boscos que actuen com a eixos centrals per a grans xarxes de micorríziques subterrànies. Un arbre mare dona suport a les plàntules infectant-les amb fongs i subministrant-los els nutrients que necessiten per créixer.
Va descobrir que els avets de Douglas proporcionen carboni als avets nadons. Va descobrir que hi havia més carboni enviat als avets nadons que provenien d'aquest arbre mare específic, que als avets nadons aleatoris no relacionats amb aquest avet específic. També es va trobar que els arbres mare canvien la seva estructura d'arrel per deixar lloc als arbres nadons.

La xarxa micorrízica estableix un sistema de «relació social» entre diferents plantes
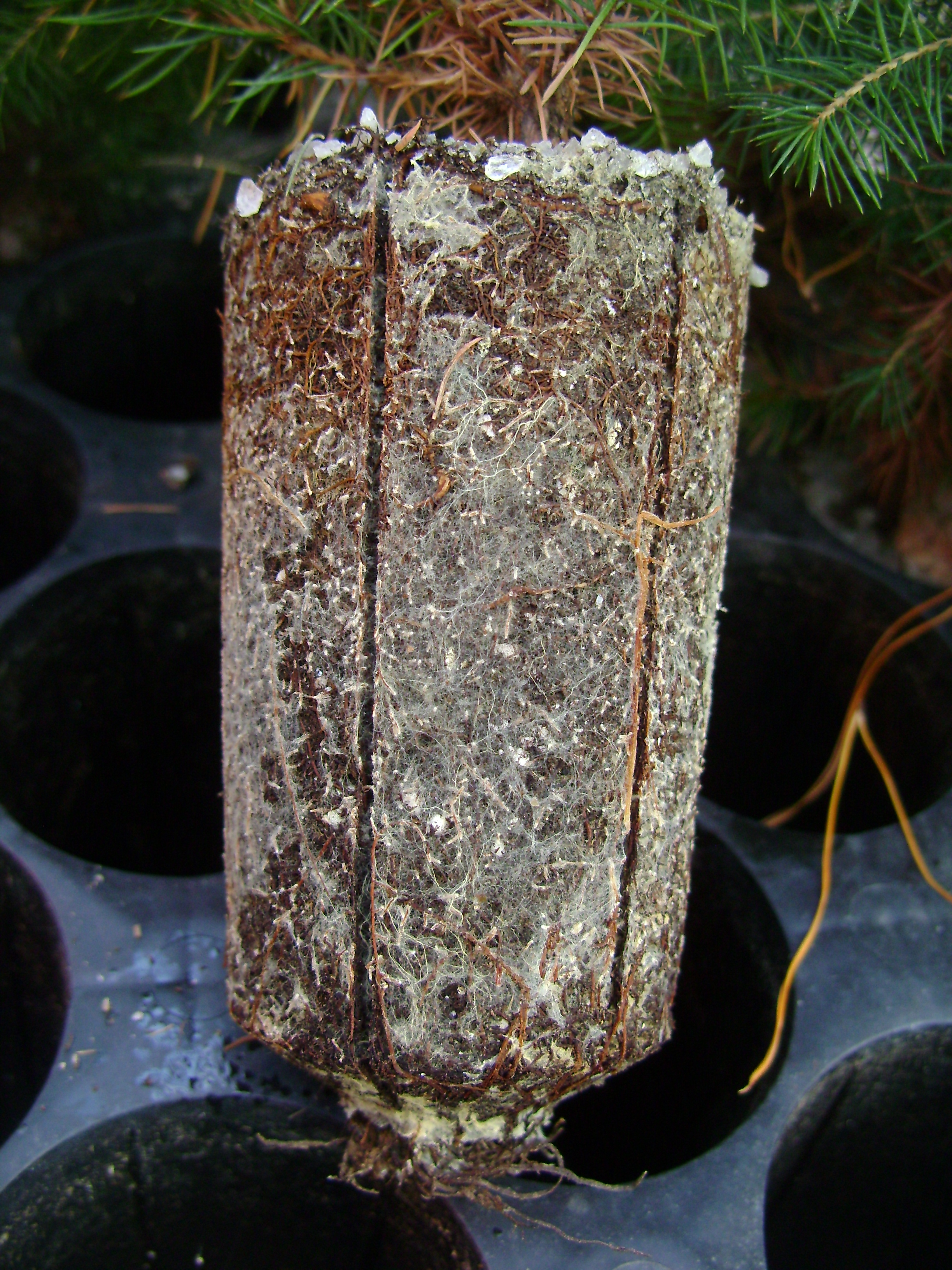
A la xarxa micorrízica de l'avet blanc, conífera comuna als boscos mixtes, les hifes micelials (en blanc) prenen forma de filaments fins capaços de cobrir les arrels (en marró) com un edredó

El seu llibre Finding the Mother Tree (Trobant l'arbre mare, 2021) afirma que les ecologies forestals són interdependents amb el miceli fúngic. Afirma que els arbres (i altres plantes) intercanvien sucres a través dels seus respectius sistemes d'arrels i a través d'estructures micelials de fongs interconnectades per compartir (i de vegades comerciar) micronutrients.

## Cooperació entre espècies
Simard va trobar que «els avets estaven utilitzant la xarxa de fongs per intercanviar nutrients amb bedolls del paper (Betula papyrifera) al llarg de l'estació». Per exemple, les espècies d'arbres es poden prestar sucres mútuament a mesura que es produeixen dèficits dins dels canvis estacionals. Aquest és un intercanvi especialment beneficiós entre arbres caducifolis i coníferes, ja que els seus dèficits energètics es produeixen durant diferents períodes. El benefici «d'aquesta economia subterrània cooperativa sembla ser una millor salut general, més fotosíntesi total i una major resiliència davant les pertorbacions».

## Comunicació de la ciència
Suzanne Simard és una defensora de la comunicació de la ciència. A la Universitat de la Colúmbia Britànica va iniciar amb els seus col·legues, la doctora Julia Dordel i la doctora Maja Krzic, el Programa de Comunicació de la Ciència TerreWEB, que des del 2011 forma estudiants de postgrau perquè esdevinguin millors comunicadors de les seves investigacions.
Simard ha aparegut en vídeos destinats a un públic general, incloent tres xerrades TED, el curt documental Do trees communicate?, i els documentals més llargs Intelligent Trees (on apareix al costat del guardabosc i escriptor Peter Wohlleben) i Fantastic Fungi (2019).
La revista New Scientist va entrevistar Simard l'any 2021. Suzanne Simard ha publicat un llibre on repassa els seus descobriments sobre la vida dels arbres i els boscos juntament amb notes autobiogràfiques.
Simard va parlar sobre el seu treball i el seu llibre Finding the Mother Tree al programa Woman's Hour de la BBC Radio 4 el març de 2022.

## En la cultura popular
La vida i l'obra de Simard van servir com a inspiració principal per a Patricia Westerford, un personatge central de la novel·la guanyadora del premi Pulitzer 2018 de Richard Powers, The Overstory, en la qual Westerford és pionera en la controvertida idea que els arbres poden comunicar-se entre ells, i és ridiculitzada pels seus companys científics abans que finalment ho pogués demostrar.
El treball de Simard es va fer referència a la temporada 2, episodi 11 de la sèrie d'Apple TV+ Ted Lasso, quan l'entrenador Beard diu: «Ja saps, solia creure que els arbres competien entre ells per la llum. El treball de camp de Suzanne Simard va desafiar aquesta percepció, i ara nosaltres ens em adonat que el bosc és una comunitat socialista. Els arbres treballen en harmonia per compartir la llum del Sol».
El 2022, Simard va aparèixer a Canada Reads, defensant el llibre Life in the City of Dirty Water de l'activista i escriptor canadenc Clayton Thomas-Müller.